# 吉布森維爾 (北卡羅萊納州)
吉布森維爾（英語：Gibsonville）是一個位於美國北卡羅萊納州阿拉曼斯縣及吉爾福德縣的城鎮。

## 人口
根據2020年美國人口普查的數據，吉布森維爾的面積為10.26平方千米，當中陸地面積為10.19平方千米，而水域面積為0.06平方千米。當地共有人口8971人，而人口密度為每平方千米874人。